# Fanservice

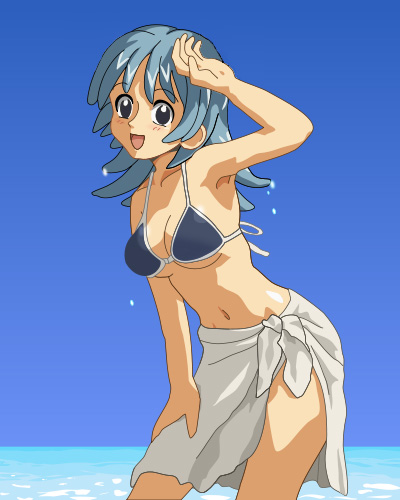
Los modelos de personajes de anime con pocas ropas constituyen también una característica común del fanservice. Este es un ejemplo mostrando a Wikipe-tan en traje de baño.

Fan service (ファンサービス, fan sābisu), fanservice o corte de servicio (サービスカット, sābisu katto) es material en una obra de ficción o en una serie de ficción que se agrega intencionalmente para complacer a la audiencia, a menudo de naturaleza sexual, como la desnudez. El término se originó en japonés en el fandom del anime y el manga, pero se ha utilizado en otros idiomas y medios. Se trata de "servir" al aficionado, darles "exactamente lo que quieren". Fan service también puede referirse (mediante texto, símbolo, imagen, sonido) a otras historias que contienen elementos visuales.
Cuando empresas estadounidenses tradujeron anime y manga al inglés, el trabajo original a menudo se editó para eliminar parte del fan service, haciéndolo más apropiado para el público estadounidense. Mike Tatsugawa explicó este cambio como resultado de una diferencia entre los valores culturales de Japón y Estados Unidos.
Hoy en día, especialmente fuera del anime y el manga, el término se ha ampliado para tener un significado más amplio. Esto incluye cualquier elemento, ya sean guiños visuales, referencias a medios más antiguos u olvidados relacionados con el material, desvíos de la trama o de otro tipo, que no son necesarios para la trama real o el desarrollo del personaje, pero que se incluyen como guiños o complacencia a largo plazo. fanáticos del material, especialmente en el contexto de secuelas o precuelas, o temporadas posteriores de series. Taylor Swift ha sido referida como una "maestra de ceremonias del fan service" por su uso de pistas crípticas en sus letras y los medios que las acompañan.

## Definición
La definición que se entiende de forma común destaca la inclusión de contenido racial o sexual (usualmente mujeres, aunque también hombres.) para "excitar" al espectador, como podrían ser desnudos, y otros tipos de agregados visuales (eye candy); Muchos de estos agregados han llegado a convertirse en clichés en diferentes medios. Por ejemplo, las escenas en la ducha fueron muy comunes en películas, y series de anime de los años 1980 y 1990, mientras que otras series de televisión más recientes utilizan viajes a baños termales japoneses, playas o episodios de días festivos de forma muy común. Estos últimos se sitúan a menudo en locales tropicales, de manera que puedan mostrar a los personajes en traje de baño; todo esto para acercar a los personajes a un estado de relativa desnudez cuando en otro momento estaría fuera del tono de la serie. En el anime hay varios tipos de fan service que resultan muy comunes, las tomas de bragas y mujeres moviendo los pechos (esto último fue introducido en la serie de 1988 Gunbuster del estudio Gainax) o acercamientos de cámara en la parte trasera de la mujer (como en el caso del episodio 20 de Dragon Ball GT, cuando le dan acercamiento al trasero de Pan (4:47) y del episodio 2 de Neon Genesis Evangelion (también de Gainax), cuando le dan acercamiento al trasero de Misato Katsuragi) ambos usados, según algunos, de forma excesiva y con un tono incoherente (lo que comúnmente se desea). Algunos ejemplos en los que abunda esta clase de fanservice podrían ser la OVA de la serie Eiken, así como de la serie Tenjo Tenge, se hace mucha referencia "explícita" por los personajes en Dog Days ya que es mencionado repetidas veces a lo largo de las 3 temporadas.
Aunque el fanservice sexual sigue centrándose principalmente en la figura femenina, en años recientes es cada vez más común que los personajes masculinos sean blanco de fanservice dedicado a atraer y/o complacer al público femenino, como en el anime de Free!. En estos casos es común que además se introduzcan situaciones de carácter homoerótico para captar la atención de las llamadas («fujoshis»).[cita requerida]

## Cosplay

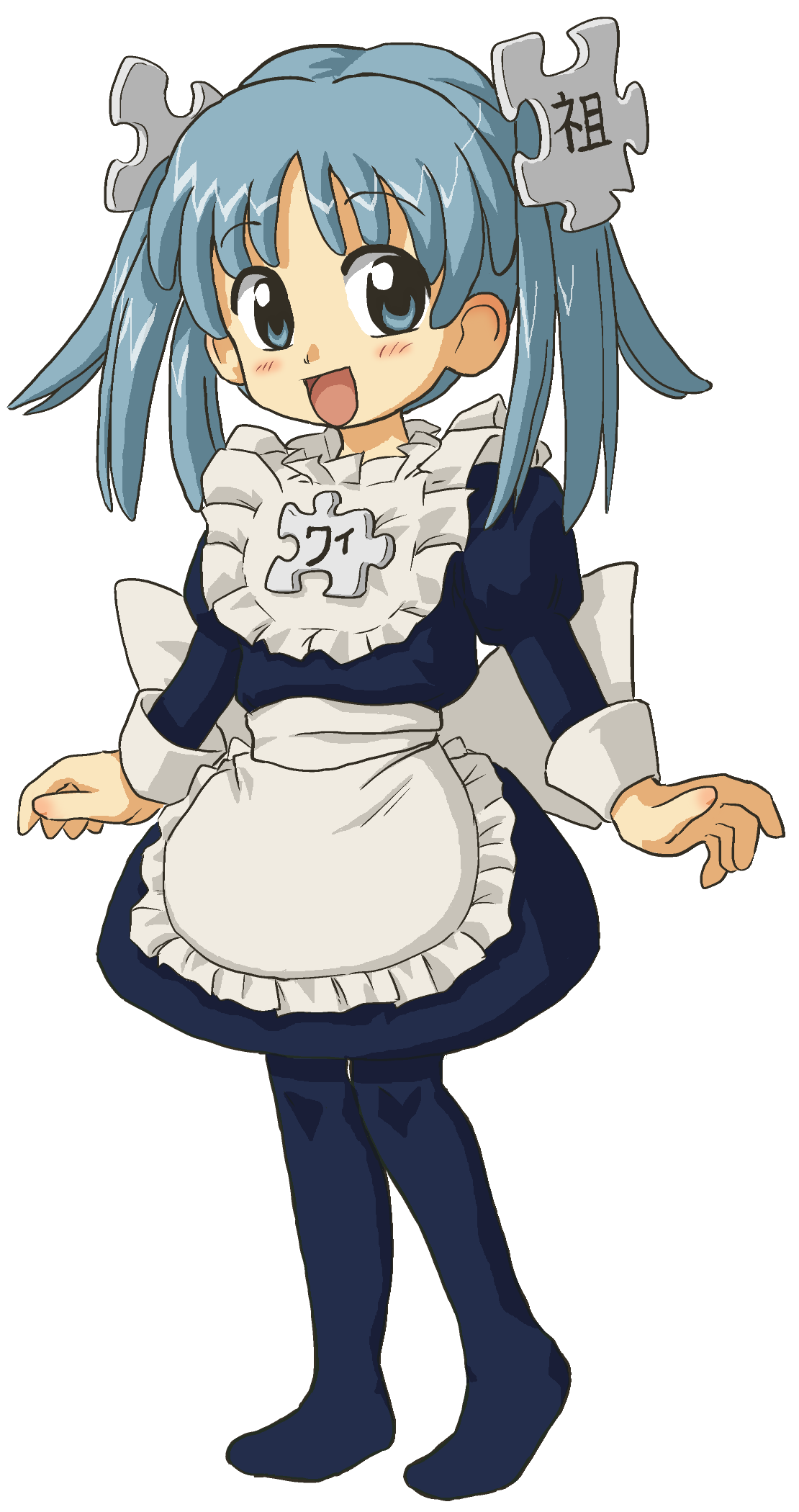
Los personajes vestidos de sirvienta son una forma común de fanservice.

En el manga y anime, otro tipo de fan service es el presentar a uno o más personajes cosplay, frecuentemente femeninos, particularmente con trajes que forman parte de la vestimenta fetichista japonesa. Algunos trajes populares incluyen:
- Catgirl o Neko
- A personajes de otro anime, manga, o videojuego.
- Hadaka apron.
- Kimono.
  - Yukata; bata tradicional utilizada para festivales de verano, particularmente Obon y Tanabata.
- Uniformes.
  - Conejitas de Playboy.
  - Sirvienta.
  - Miko.
  - Enfermera.
  - Mujer policía.
  - Race queen.
  - Camarera (especialmente de Anna Miller's).
- Uniforme escolar japonés.
  - Bloomers.
  - Sailor fuku.
  - Traje de baño escolar.

## Cameo
Comúnmente, las películas tratan de incluir apariciones cameo de figuras prominentes que están o estuvieron asociadas en el trabajo en que están basadas. Suele incluirse en algunas ocasiones a un personaje que lleva el nombre de algún famoso relacionado con la cinta, en otras, su misma apariencia. Stan Lee hace apariciones cameo regulares en películas basadas en personajes de Marvel Comics que él creó. En la película Alien vs. Predator se incluyó a un personaje llamado Mark Verheiden el escritor de la historieta Aliens, serie en la que está basada la película. Del mismo modo, la película Doom, basada en la popular serie de juegos de ordenador con el mismo nombre, incluyó un personaje llamado Dr. Carmack y otro Dr. Willits, haciendo homenaje a John Carmack, cofundador y codueño de id Software, y a Tim Willits, codueño. Además, la película incluye una secuencia de diez minutos con una perspectiva de cámara montada de tal forma que se asemeja visualmente al género de videojuegos de acción en primera persona, género que el juego Doom hizo famoso. Otro ejemplo podría ser la trilogía de El Señor de los Anillos de Peter Jackson, donde Ian Holm hace el papel de Bilbo Bolsón, en parte porque durante un tiempo este interpretó a Frodo para una adaptación radial de la BBC. Martin Scorsese incluyó en su elenco a Robert Mitchum y Gregory Peck, los protagonistas de Cape Fear original, en su nueva versión. Patty Duke, quien interpretó a Helen Keller en la original Miracle Worker, interpretó a Anne Sullivan en la versión para la televisión. La aparición de Paul Michael Glaser y David Soul, también, protagonistas de la serie en los años 70 Starsky y Hutch, en la adaptación cinematográfica de la misma en el 2004. La adaptación de la Guía del Autoestopista Galáctico al cine, incluyó muchas referencias a la serie radial original, incluyendo apariciones de Simon Jones (quien interpreta a Arthur Dent en las series de radio y televisión), así como el traje original de Marvin para la serie de televisión. En Wonder Woman 1984, Lynda Carter, quien interpretó a la superheroína en la serie de los años 70, hace un cameo en la escena poscréditos.

## Chistes internos
Algunas series hacen chistes internos o comentarios que solo pueden resultar divertidos para los "conocedores", como los clubes de admiradores que reciben cartas, o seguidores de foros de internet. El director Kevin Smith resulta conocido por incluir una gran variedad de chistes internos en sus películas. La serie de Los Simpson, debido a su larga historia, es también conocida por insertar chistes internos sutiles en cada episodio, comúnmente personajes de referencia, objetos, o eventos que sucedieron en episodios de años anteriores.

## Técnicos
Usados mayormente en la ciencia ficción, los fanservice técnicos son detalles que bordean algún tipo de conocimiento técnico avanzado que alude a los fanáticos más fieles, y que muestran que un autor pone atención en los detalles. Por ejemplo, los punto lagrangiano en Gundam, el arma CZ-75 en Gunsmith Cats, o el uso de vulnerabilidades SSH en Matrix Reloaded.

## Homenajes
Comúnmente, una película que hace alusión a otro trabajo del cual el creador es fanático. Algunos ejemplos pueden ser mostrados, en especial en los filmes de Quentin Tarantino y Kevin Smith quienes han admitido ser "fanboys". Star Trek, Star Wars y la trilogía de Matrix son selecciones comunes a ser homenajeadas. El logo de Weyland-Yutani de Aliens aparece varias veces en armas de la serie de televisión Firefly, agregando que los uniformes de los soldados son de la película Starship Troopers.
Un ejemplo en anime puede ser la gran afición de Konata, de Lucky ☆ Star, por Suzumiya Haruhi, de Suzumiya Haruhi no Yūutsu. También puede tenerse en consideración la serie Full Metal Panic!, en la que hay una escena con tres personajes de relleno (como los extras de las películas filmadas) que se asemejan a los tres personajes principales de la serie Death Note.